# Кузнецов, Юрий Павлович
Юрий Павлович Кузнецов (род. 12 октября 1947 года в городе Семипалатинск Казахской ССР, СССР) — российский политический деятель, депутат Государственной Думы ФС РФ первого созыва (1993—1995) и второго созыва (1995—1999).

## Биография
В 1977 году получил высшее образование по специальности «преподавание истории и обществоведения» в Ленинградском государственном педагогическом институте. С 1968 по1978 год работал преподавателем в школе. С 1978 по 1984 год работал в структурах МВД СССР. В 1991 году вступил в Либерально-демократическую партию России. В 1993 году получил специальность «врач-психотерапевт» в Международном институте резервных возможностей человека, работал директором представительства института, психоаналитиком.
В 1993 году избран депутатом Государственной думы Федерального Собрания Российской Федерации первого созыва. В Государственной думе был заместитель председателя Комитета по делам женщин, семьи и молодежи, входил во фракцию ЛДПР.
В 1995 году избран депутатом Государственной думы Федерального Собрания Российской Федерации второго созыва. В Государственной думе был заместителем председателя Комитета по делам Содружества Независимых Государств и связям с соотечественниками, членом Мандатной комиссии, входил во фракцию ЛДПР.

## Законотворческая деятельность
За время исполнения полномочий депутата Государственной думы I и II созыва выступил соавтором 2 законодательных инициатив и поправок к проектам федеральных законов.